# Barton Seagrave Castle
Barton Seagrave Castle ist eine abgegangene Burg im Dorf Barton Seagrave  bei Kettering in der englischen Grafschaft Northamptonshire.
Die Burgstelle liegt südwestlich des Dorfzentrums. Die Burg ließ Anfang des 14. Jahrhunderts Nicholas Seagrave, 1. Baron Seagrave errichten. Nach 1433 verfiel sie jedoch. Sie war von einem Burggraben umgeben und ein weiterer Graben liegt nördlich der Burg. Diese beiden Gräben kann man heute noch sehen.